# P.I.F.6
P.I.F. 6 е шестият албум на група П.И.Ф. Албумът излиза през 2021 г., посмъртно след кончината на вокала на групата Димо Стоянов. До смъртта му цялостният албум е все още незавършен, но изпълнителят успява да запише всички вокали, включително и последния в деня преди влизането си в болница. Представянето на P.I.F.6 се състои в Joy Station в София.

## Песни
Албумът включва 9 песни, подредени в два цъкъла.

### Цикъл I: Opus
Първият цикъл включва 6 напълно нови парчета, носещи имената Opus 1 – 6. Opus 1 смесва типичния музикален и лирически стил на групата с модерно звучене. Opus 2 е връщане към някои от най-популярните песни на групата, като „Невидимо дете“ и едно от любимите парчета на Димо, който дори е имал готови идеи за бъдещ клип към него. Opus 3 е в експериментален музикален стил е колаборация с анголски детски хор, който изпълнява припева. Opus 4 и Opus 5 са най-емоционалните песни от албума. В клипът на първата, заснет посмъртно, участват 46 български изпълнители, актьори, музиканти и обществени личности, много от които близки приятели на изпълнителя: Любо Киров, Мариус Куркински, Дарина Йотова – Дара, Мариян Вълев, Мария Илиева, Владимир Ампов – Графа, Мирослав Костадинов – Миро, Диляна Попова, Михаела Филева, Койна Русева, Орлин Павлов, Елена Петрова, Стефан Вълдобрев, Дичо, Станимир Гъмов, Александър Сано, Ники Кънчев, Деян Донков, Мира Бояджиева, Стефания Кочева, Ива Янкулова, Свилен Ноев, Нина Николина, Ицо Хазарта, Китодар Тодоров, група „Акага“, Диана Димитрова, Валери Ценков, Никеца, Владислав Петров, Ивета Ленева, Камен Алипиев – Кедъра, Башар Рахал, Мирослав Иванов, Лъчезар Аврамов, Димитър Стоянович, Силвестър Силвестров, Николай Мутафчиев, Михаела Ненова – Михайлова, Мартин Профиров, Христо Михалков и Иван Велков. Opus 6 е написана от вокалиста Димо Стоянов за майка си, която губи две години преди записването ѝ.

### Цикъл 2
Вторият цикъл включва 3 добре познати сънгъла, „Приятел“, „О“ (песен за подкрепа в борбата с множествена склероза) и „Понякога“. 

## Състав
- Иван Велков – китара
- Христо Михалков – бас китара
- Мартин Профиров – барабани
- Димо Стоянов – китара и вокали